# ヘキサミタ症
ヘキサミタ症（へきさみたしょう、英:hexamitosis）とはディプロモナス類の鞭毛虫であるヘキサミタ科原虫寄生を原因とする寄生虫病。シチメンチョウなどに寄生するシチメンチョウヘキサミタ（Spironucleus meleagridis）やサケ科魚類に寄生するHexamita salmonisが存在する。シチメンチョウヘキサミタはシストの経口摂取により感染が成立し、シチメンチョウの小腸上部のカタル性腸炎、水様性下痢を引き起こす。診断は糞便検査による栄養型虫体の検出によりなされ、ジブチルジラウリルスズ、ニチアジドが治療には有効。Hexamita salmonis寄生ではサケ科魚類は旋回運動や削痩が認められ、伝染性膵臓壊死症、せっそう病との混合感染が多い。治療にはスルファメラジン、スルファモノメトキシン、フラゾリドンが有効である。